# Senegal na Letnich Igrzyskach Paraolimpijskich 2012
Senegal na Letnich Igrzyskach Paraolimpijskich 2012 w Londynie reprezentował 1 zawodnik.
Dla reprezentacji Senegalu był to trzeci start w igrzyskach paraolimpijskich (poprzednio w 2004 i 2008). Dotychczas żaden zawodnik nie zdobył paraolimpijskiego medalu.

## Kadra

### Lekkoatletyka
Mężczyźni
| Zawodnik   | Konkurencja           | Odległość | Pkt. | Poz. |
| ---------- | --------------------- | --------- | ---- | ---- |
| Mor Ndiaye | Rzut oszczepem F57/58 | 38.11     | 757  | 11.  |